# Psittacanthus costanensis
Psittacanthus costanensis är en tvåhjärtbladig växtart som beskrevs av Julian Alfred Steyermark. Psittacanthus costanensis ingår i släktet Psittacanthus och familjen Loranthaceae. Inga underarter finns listade i Catalogue of Life.